# Cyber Core
Cyber Core (サイバーコア?, Saibā Koa) è un videogioco sparatutto a scorrimento pubblicato nel 1990 per console PC Engine dalla Information Global Service (IGS) con la sua etichetta Game Princess in Giappone, edizione generalmente importata anche in Europa, e dalla NEC Corporation in Nordamerica. Nel 1991 uscì per il computer giapponese Sharp X68000, edito da SPS.
L'ambientazione è fantascientifica e sia gli avversari, sia la navicella protagonista sono insettoidi.
Un'emulazione ufficiale per Windows della versione X68000 uscì nel 2013 sul servizio giapponese Project EGG della D4 Enterprise.

## Trama
La Terra è invasa da creature giganti note come "iper-insetti". Il protagonista, chiamato Mellange Kato nell'edizione giapponese e Rad Ralph in quella americana, viene eletto per la missione di salvataggio dell'umanità. L'unica possibilità per combattere il nemico è fondersi con l'ultra forma di vita "Chimera" e diventare un potente essere metà uomo e metà insetto, in grado di effettuare metamorfosi per cambiare ulteriormente le proprie capacità.

## Modalità di gioco
Cyber Core è uno sparatutto con vista dall'alto e scorrimento verticale costante verso l'alto. Avviene anche un limitato scorrimento orizzontale in base agli spostamenti laterali della navicella del protagonista. Questa può muoversi in tutte le direzioni, restando sempre rivolta verso l'alto, e può sparare indipendentemente proiettili contro i nemici volanti e bombe a breve distanza contro i nemici al suolo. Un terzo pulsante serve per variare la velocità di spostamento della navicella.
Si affronta una grande varietà di creature mostruose di cielo e terra, simili a insetti di varie specie, o ad altri animali come ragni e vermi.
Ci sono in tutto 8 livelli, con tipi di fondali diversi. Ciascun livello ha un differente boss finale e di solito un boss minore intermedio.
Raccogliendo i power-up si può variare tra quattro tipi di armamento principale, ognuno potenziabile a tre livelli. I cambi di armamento corrispondono anche a metamorfosi e ingrandimenti dell'aspetto della navicella stessa.
Il sistema dei potenziamenti è lo stesso usato nel precedente Tiger-Heli. Raccogliendo un power-up dello stesso tipo di quello già attivo si ottiene il potenziamento dell'arma attuale; se invece si cambia il tipo di arma, il potenziamento accumulato si perde e si ricomincia dal livello base.
Altri oggetti da raccogliere servono a ottenere vite extra, smart bomb, scudo protettivo (fino a tre sono cumulabili, per sopportare altrettanti colpi nemici) e invincibilità temporanea.

## Accoglienza
La più nota versione PC Engine di solito fu apprezzata dalla critica dei suoi tempi, ricevendo anche alcuni riconoscimenti di qualità come "gioco caldo" di Zzap! e ASM Hit di Aktueller Software Markt.
Il gioco appariva ben realizzato, sebbene fosse a volte considerato uno sparatutto molto tipico e carente di originalità.
Diverse riviste in particolare lo ritennero molto simile a Dragon Spirit. Qualcuna citò anche Gunhed come ispirazione.